# Brigate Fiamme Verdi
Le Brigate Fiamme Verdi furono delle formazioni partigiane a prevalente orientamento cattolico, attive durante la seconda guerra mondiale, nella Resistenza italiana. Nate dagli intellettuali cattolici, si trasformarono in formazioni prevalentemente militari, operarono soprattutto in Lombardia, in Emilia furono direttamente guidate dalla Democrazia Cristiana. Il loro nome derivava dal 3º Reparto d'Assalto "Fiamme Verdi", parte del 3º Corpo d'Armata Italiano durante la prima guerra mondiale, operante sul fronte del gruppo dell'Adamello.

## Storia
Si configurarono, nella Resistenza italiana, organizzate come gli alpini, dai quali avevano mutuato le mostrine: operavano prevalentemente in montagna a livello locale, con radici popolari, con nessuna ideologia: 
(Regolamento della Brigate Fiamme Verdi)
Iniziarono ad operare nelle valli bresciane, nel novembre 1943, raggiungendo circa le 2.800 unità suddivise in tre battaglioni; fondatore fu il trentino Gastone Franchetti, nome di battaglia "Fieramosca", tenente degli Alpini partito da Riva del Garda con una piccola brigata di giovani. Già il 19 novembre per la città di Brescia veniva distribuito il giornale "Brescia Libera", che diventerà nel marzo successivo Il Ribelle.
Il comando generale delle brigate venne assegnato al generale degli Alpini Luigi Masini. Il 28 giugno 1944 "Fieramosca" venne catturato per l'ennesima volta per una delazione da parte dell'amico Fiore Lutterotti, e fucilato. Era prigioniero nel carcere di massima sicurezza di Bolzano assieme a Gino Lubich, fratello di Chiara Lubich, che era stato condannato a sei anni di carcere, torturato più volte e più volte minacciato di essere fucilato perché parlasse. Ma Gino Lubich non si piegò mai; fu deportato in un campo di concentramento dove riuscì a sopravvivere.
Nei primi giorni di novembre del 1943 era giunto nel frattempo a Brescia, fuggito dal lager di Markt Pongau Teresio Olivelli che, attraverso un amico, prese i primi contatti con gli esponenti del movimento ribellistico. Quindi trasferitosi a Milano si mise a disposizione del Comitato di Liberazione Nazionale (CLN) che gli affidò l'incarico di mantenere i contatti tra il Comando generale delle Fiamme Verdi e le formazioni dipendenti delle province di Cremona e Brescia. Dopo la fucilazione di Astolfo Lunardi e di Ermanno Margheriti
fondò il giornale clandestino "il Ribelle".
Furono spesso tacciati come "clericali", perché dimostrarono che si poteva imbracciare le armi pur non essendo comunisti; tuttavia Giorgio Bocca, nella sua "Storia dell'Italia", non mancherà di riconoscere che: 
(Giorgio Bocca - Storia d'Italia)

## Le componenti

### Brigata Fiamme Verdi (RE)
La Brigata Fiamme Verdi (RE) fu una formazione partigiana di ispirazione cattolica, attiva nelle province di Reggio Emilia e Modena.
Venne fondata da Don Domenico Orlandini, noto con il nome di battaglia "Carlo", a causa dei dissidi con la componente comunista della Resistenza in quelle aree. Nelle parole del fondatore, la formazione era nata per queste ragioni:
((1); pag……)
La brigata operò in accordo con il CLN provinciale.
Fra i maggiori esponenti sono da annoverare Giuseppe Dossetti, in seguito esponente di spicco della Democrazia Cristiana e poi divenuto sacerdote; il comandante Azor, (Mario Simonazzi), popolare partigiano ucciso nel 1945 da altri partigiani di orientamento comunista, e Giorgio Morelli, partigiano e giornalista anch'egli ucciso per le sue denunce degli omicidi politici nel clima violento e omertoso del dopoguerra in Emilia.

### Brigata mantovana Fiamme Verdi
Venne fondata clandestinamente nel gennaio 1944 da don Primo Mazzolari, al tempo parroco di Bozzolo, con lo scopo di propaganda a favore della Resistenza e sostentamento alle famiglie di partigiani; ebbe i suoi capi nei giovani Sergio Arini, Pompeo Accorsi e Amedeo Rossi, affiancati dal curato don Carlo Scaglioni. Le Fiamme Verdi operarono anche nei paesi di Asola, Commessaggio, Castel Goffredo (con il parroco prevosto Carlo Calciolari (1899-1996) e Acquanegra sul Chiese.

### Divisione Fiamme Verdi Tito Speri
Noi baldi ribelli d'Italia,

dal fuoco e da freddo temprati

sui monti ci siamo portati

per difendere la Patria e l'onor

Tedeschi e fascisti ci temono
ci san forti e decisi
con i nostri fucili precisi
il colpo fallir non potrà.
La sera sui monti s'innalza

un coro di voci che ammaglia

siam noi che pensando all'Italia

in coro cantiamo così

Ritornello
Fiamme Verdi dei vecchi Alpini
i nostri petti fregiano ancora;
noi vogliam libera l'Italia nostra
o per l'Italia si muor
La Divisione Fiamme Verdi Tito Speri operò nella zona di Brescia.

Ebbe nel suo organico molti ufficiali ex-militari, tra i suoi comandanti è annoverato anche Luigi Ercoli
Fu comandata dal capitano degli alpini Romolo Ragnoli.
Ebbe inoltre tra i suoi ufficiali il generale degli alpini Luigi Masini, Giulio Mazzon anche lui alpino e Lionello Levi Sandri.

Essa si scontrò con la Legione Tagliamento della Repubblica Sociale Italiana.

### Divisione Fiamme Verdi Lunardi
La Divisione Fiamme Verdi Lunardi operò nella zona di Brescia.
Questa Divisione prese il nome da Astolfo Lunardi, partigiano, nato il 1º dicembre 1891 a Livorno, fucilato il 6 febbraio 1944 a Mompiano (Brescia).

### Divisione Fiamme Verdi (BG)
La Divisione Fiamme Verdi (BG) operò nella zona di Bergamo, in Val Brembana.
Tra queste Brigate si può annoverare la Divisione Valtoce fondata dal capitano Alfredo Di Dio, nella quale troviamo anche Elsa Oliva, Aristide Marchetti ed Eugenio Cefis.

### Brigata “Ferruccio Lorenzini” della Divisione Fiamme Verdi
Operante in Val Camonica.
Il tenente colonnello Ferruccio Lorenzini, dopo l'8 settembre 1943 si stabilì nei pressi di Polaveno e iniziò l'attività resistenziale. L'8 dicembre 1943 il suo gruppo di 25 uomini si trovò in bassa Val di Scalve nella zona di Terzano, vicino alle cascine di Pratolungo, dove venne accerchiato da 150 militi delle Brigate Nere guidati da alcune spie locali; dopo due ore di combattimento si contarono tra i partigiani 5 morti e quattordici catturati, ed altri 5 partigiani vennero catturati nei giorni successivi a Darfo. Lorenzini a Darfo venne picchiato e trascinato nudo dietro una camionetta in pubblico, e quindi trasferito assieme agli altri prigionieri nel carcere di Brescia, dove a seguito del processo venne fucilato il 31 dicembre 1943, assieme a Giuseppe Marino Bonassoli, Renè Renault, Costantinos Jourgiu. Ferruccio Lorenzini è stato insignito della medaglia d'argento al valor militare.

### Divisione Alpina Monte Ortigara
In Veneto, nel vicentino, era attiva la Divisione Alpina Monte Ortigara, comandata da Giacomo Chilesotti, medaglia d'oro al valor militare assieme a Luigi Cappello, Giovanni Carli e altri.

### Fiamme Verdi Brigata Tarzan
(Patria e Libertà)
Nata a Pontoglio,tra le province di Brescia e Bergamo, nella metà ovest del lago di Iseo e la bassa valle dell'Oglio; Rovato, Castelcovati e Pumenengo a sud, fino ad Adrara e Lovere a nord. Capitanate da Bertoli Tomaso, classe 1922, detto "Tarzan". È forse stato uno dei gruppi completamente autonomi, per quanto riguarda la sussistenza, anche se in continuo collegamento con la brigata 10 Giornate del ten. V. Tenchini di Chiari e le altre FF VV e distaccamenti garibaldini.
Numerose sono le imprese dei 35 Patrioti pontogliesi nel vasto territorio sopra citato, e dozzine sono i collegamenti che avevano con gli insurrezionali dei paesi limitrofi. Sette di questi giovani Pontogliesi e altri 4 partigiani (2 di Coccaglio e 2 di Erbusco) trovarono la morte durante uno scontro con la famigerata colonna "Farinacci" in ritirata, a Coccaglio, il 26 aprile 1945. In totale, nelle diverse azioni contro i nazifascisti, questo gruppo perse 15 partigiani, compreso un capitano russo che si era unito a loro.

## Archivio Storico
L'Archivio delle Divisioni Fiamme Verdi fu costituito a partire dall'estate del 1945 a Cividate Camuno, da don Carlo Comensoli.
Da esso nacque, nel 1967, l'"Istituto storico della Resistenza bresciana".
Esso fu arricchito dalle ricerche del prof. Dario Morelli, noto nella resistenza col nome di "Daniele".
Il fondo si è progressivamente arricchito di documentazioni offerte da privati.
Attualmente vi sono catalogati 13.711 documenti, oltre 4.000 riguardanti la RSI.
L'Istituto è stato acquisito nel 2002 dall'Università Cattolica del Sacro Cuore, allo scopo di garantirne la catalogazione e la conservazione.
Vi è inoltre un Archivio storico delle Brigate Fiamme Verdi in completamento dell'ISTREVI di Vicenza.

## Onorificenze
- Antonio Schivardi
- Giacomo Cappellini
- Giovanni Carli
- Giovanni Venturini
- Teresio Olivelli
- Angelo Gotti[15]
- Filippo Beltrami
- Antonio Di Dio
- Alfredo Di Dio
- Gianni Citterio
- Luigi Cappello
- Giacomo Chilesotti

- Ferruccio Lorenzini
- Giovanni Barbareschi
- Aldo Dall'Aglio[16]
- Luigi Masini
- Clemente Tognoli - Tino

- Federico Zappa (G.U. Repubblica Italiana N.105 del 19/4/1963) detto "Frico", militare, nato a Brescia il 16 settembre 1924, partigiano combattente, vice comandante di distaccamento sulle montagne del Mortirolo (Valcamonica) tra i fondatori de "il Ribelle" foglio clandestino delle Fiamme Verdi, formazione partigiane combattenti in Lombardia dall'8 settembre 1943 al 1º maggio 1945; amico fraterno di Alvero Valetti.[senza fonte]

## Persone legate alle brigate
- Zefferino Ballardini[17]
- Giovanni Barbareschi
- Laura Bianchini
- Francesco Cinelli[18]
- Alessandra Codazzi
- Ermanno Dossetti
- Giuseppe Dossetti
- Gastone Franchetti
- Ermes Gatti
- Ledi Gatti
- Lionello Levi Sandri
- Gian Luigi Lombardi-Ricci
- Giovanni Marcora
- Aristide Marchetti
- Enrico Mattei
- don Primo Mazzolari
- Giacomo Perlasca
- Emiliano Rinaldini[19]
- don Giovanni Battista Rocca
- Annetta Stefanini
- Giacomo Vender
- Alvero Valetti
- Federico Zappa
- Fausto Samuele Quilleri
- Domenico Taricco